# Frostius
Genre
Frostius est un genre d'amphibiens de la famille des Bufonidae.

## Répartition
Les deux espèces de ce genre sont endémiques du Nord-Est du Brésil.

## Liste des espèces
Selon Amphibian Species of the World (16 avril 2013) :
- Frostius erythrophthalmus Pimenta & Caramaschi, 2007
- Frostius pernambucensis (Bokermann, 1962)

## Étymologie
Ce genre est nommé en l'honneur de Darrel Richmond Frost.

## Publication originale
- Cannatella, 1986 : A New Genus of Bufonid (Anura) from South America, and Phylogenetic Relationships of the Neotropical Genera. Herpetologica, vol. 42, no 2, p. 197-205.